# Ein starkes Team: Tödliches Schweigen
Tödliches Schweigen ist ein deutscher Fernsehfilm von Thorsten Näter aus dem Jahr 2011. Es handelt sich um die 48. Folge der Krimiserie Ein starkes Team mit Maja Maranow und Florian Martens in den Hauptrollen.

## Handlung
Zwei Motocross-Fahrer finden auf einer Trainingsfahrt eine Leiche. Es handelt sich um den Bundestagsabgeordneten Ulrich Grawert. Kriminalhauptkommissarin Verena Berthold und Kollege Otto Garber ermitteln daher unter besonderem Augenmerk der Öffentlichkeit und ihres Chefs Reddemann. Grawert war ein Kämpfer gegen Globalisierung und Ausbeutung der Dritten Welt. Daher vermuten die Ermittler eine politische Motivation des Täters.
Nach ersten Ermittlungen ist Grawert mit seiner eigenen Waffe erschossen, zuvor jedoch massiv geschlagen worden. Otto Garber verdächtigt zunächst den drogensüchtigen Sohn der Familie, der seit kurzem aus der Therapieklinik verschwunden ist. Verena Berthold dagegen hinterfragt das Verhältnis des Opfers zu seiner Referentin Sonja Stielow und kommt sofort dahinter, dass beide ein Verhältnis miteinander hatten. Nach Stielows Angaben wusste Grawerts Frau davon und habe es toleriert. Probleme habe es aber mit dem Logistikunternehmen gegeben, das für die Hilfslieferungen in den Kongo verantwortlich ist. Es wird von Richard Pehlke geleitet, der sich als Freund der Familie bezeichnet und eng mit dem Opfer zusammengearbeitet hat. Berthold und Garber müssen feststellen, dass seit einiger Zeit das BKA die Vorgänge in dem Unternehmen beobachtet. Man verdächtigt Pehlke Spendengelder unterschlagen und sie als fehl gelaufene Hilfslieferungen deklariert zu haben. Ulrich Grawert sollte als Mitwisser dem BKA über eine Kronzeugenregelung die Beweise liefern, doch ehe dies zustande kam, wurde er umgebracht. 
Unerwartet kontaktiert Jakob Bergmann die Kommissarin. Er ist ein guter Freund von ihr aus „alten Zeiten“ und war die letzten Jahre im Ausland für Hilfsorganisationen unterwegs. Gerade als er ihr wichtige Informationen mitteilen will, wird er in seinem Hotelzimmer erschossen. Im internen Speicher seines Handys findet die KTU Fotos, aus denen ersichtlich ist, dass Bergmann Grawert nachgestellt und fotografiert hatte. Auf den Bildern ist Richard Pehlke im Streit mit Grawert zu sehen. Pehlke wird daraufhin festgenommen, gibt aber beim Verhör an, Grawert nicht erschossen zu haben, sondern nur von ihm mit der Waffe bedroht worden zu sein. Für die verschwundenen Hilfslieferungen sei zudem allein Grawert verantwortlich gewesen.
Berthold ermittelt aus privaten Gründen vorrangig den Mord an ihrem alten Freund Bergmann. Dabei stößt sie auf Unregelmäßigkeiten in der Aussage seiner Ehefrau, die angegeben hat, erst nach Bergmanns Tod nach Deutschland gekommen zu sein. Anhand der Flugbuchung kann die Kommissarin dies widerlegen und stellt Lisa Bergmann zur Rede, die nun gesteht, ihren Mann aus Eifersucht erschossen zu haben. Da sie die Waffe dazu in Bergmanns Hotelzimmer vorgefunden hatte und es dieselbe Pistole ist, mit der Grawert erschossen wurde, steht fest, dass er den Abgeordneten getötet hatte. Bergmann wollte Grawert wegen der angekündigten, aber nie eingetroffenen Hilfslieferungen zur Rede stellen und hatte ihn dann im Streit erschossen.

## Hintergrund
Tödliches Schweigen wurde unter dem Arbeitstitel Das Vorbild in Berlin gedreht und am 15. April 2011 um 20:15 Uhr im ZDF erstausgestrahlt. 
Sputnik, dessen Rolle als Geschäftsmann in der Serie als ein Running Gag angelegt ist, hat sich in dieser Folge überlegt in die Politik zu gehen. Er macht aus seiner Kneipe eine Parteizentrale mit ehrenamtlichen Helfern für seinen Wahlkampf. Zunächst muss er 2500 Unterschriften zusammenbekommen, um sich direkt auf die Landesliste setzen zu lassen.

## Rezeption

### Einschaltquoten
Die Erstausstrahlung von Tödliches Schweigen am 15. April 2011 im ZDF verfolgten 6,24 Millionen Zuschauer, dies entsprach einem Marktanteil von 20,3 Prozent.

### Kritiken
Rainer Tittelbach von Tittelbach.tv schrieb: „Der versierte Krimi-Drama-Autor-Regisseur Thorsten Näter [hat] sich einen ansehnlichen, handlungsintensiven, figurenstarken, dafür etwas überkonstruierten Whodunit ausgedacht, der die Spannung hält und der mit vielen Themen wirkungsvoll jongliert: Sein und Schein, Lüge und Betrug, Familie und Politik.“
Die Kritiker der Fernsehzeitschrift TV Spielfilm vergeben die beste Wertung (Daumen nach oben) und meinen: „Der Fall um Enttäuschung und Täuschung […] wirkt etwas konstruiert, die Darsteller verleihen ihren Figuren aber Kontur und Relevanz.“ Fazit: „Falsche Samariter, noch mehr falsche Fährten.“
Tilmann P. Gangloff schrieb für Kino.de: „Geschickt kombiniert [Drehbuchautor und Regisseur] Näter mehrere emotionale Ebenen, verzögert es aber raffiniert, die Ursachen für die Gefühle preiszugeben. Auf diese Weise entwickeln sich diverse Dramen. […] Neben der durchaus brisanten Handlung ist auch die optische Auflösung immer wieder sehenswert, wenn beispielsweise zwei Frauen in einer Parallelsequenz ganz unterschiedlichen Herrenbesuch bekommen.“